# Sânscrito védico

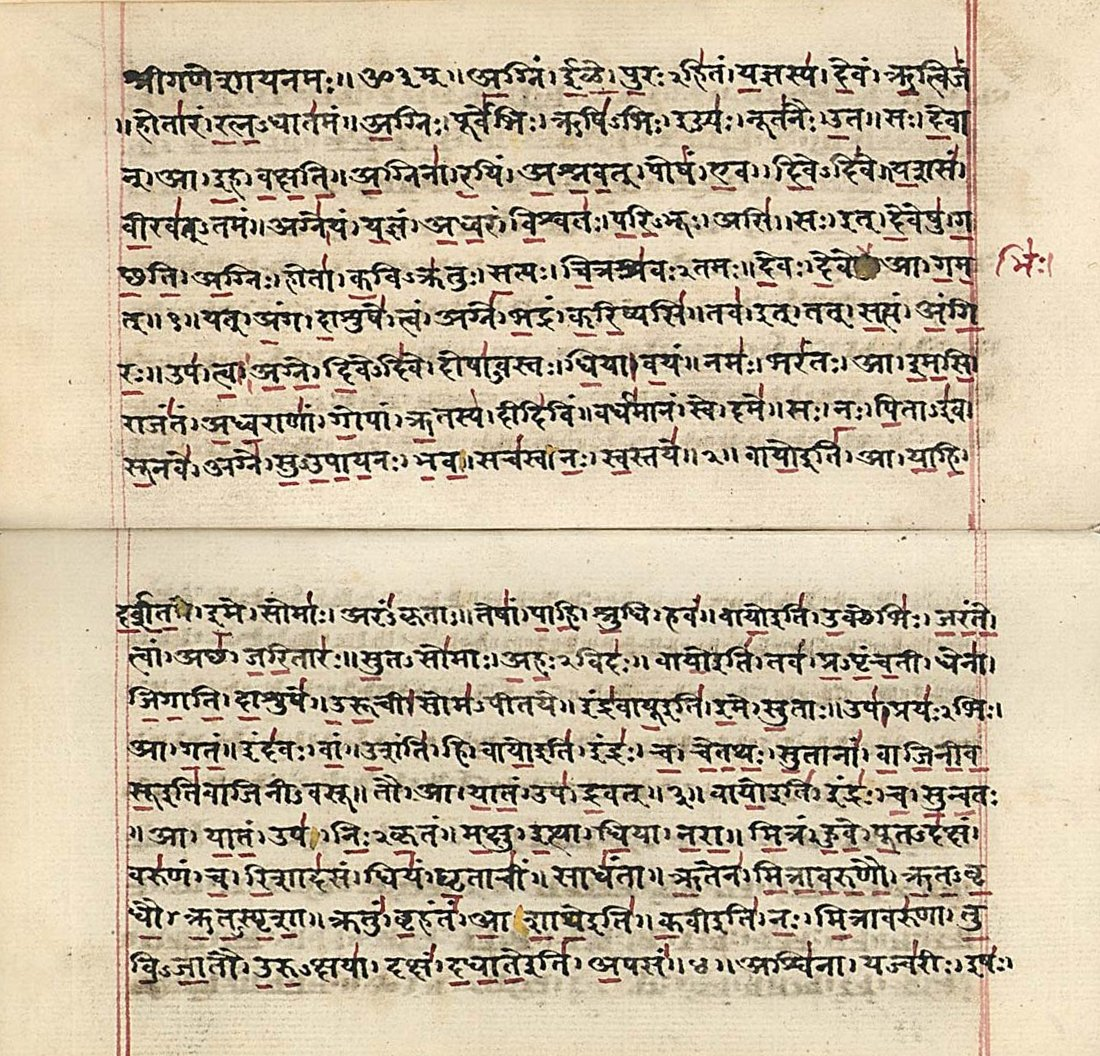
Manuscrito do Rigueveda escrito no alfabeto devanagari.

Sânscrito védico é uma antiga língua indiana, a língua dos Vedas, os mais antigos textos shruti do hinduismo. É uma forma arcaica do sânscrito, um antigo descendente do proto-indo-iraniano, atestado durante o período de 1700 a.C. (antigo Rigueveda) e 600 a.C. (língua de Sutra), e ainda comparativamente similar (sendo removida por talvez 1500 anos) ao proto-indo-europeu. É relacionado ao avéstico, a mais antiga língua iraniana preservada. O sânscrito védico é a mais antiga língua conhecida do tronco indo-iraniano, da família indo-européia.
A aproximadamente 600 a.C., no período clássico da Idade do Ferro na Índia antiga, o sânscrito védico deu caminho ao sânscrito clássico, definido pela gramática de Pāṇini.

## História
Podem ser identificados cinco estratos cronologicamente distintos no idioma védico (Witzel 1989).
1. Riguevédico. O Rigueveda contém muitos elementos indo-iranianos, tanto na linguagem quanto no conteúdo, que não estão presentes em nenhum outro texto védico. A sua criação deve ter durado vários séculos, e, sem contar os livros mais novos (1 e 10), deve ter sido essencialmente completo em 1200 a.C..
2. Língua dos Mantras. Esse período inclui ambas as linguagens de mantra e prosa do Atharvaveda (Paippalada e Shaunakiya), o Rigueveda Khilani, o Samaveda Samhita (contendo uns 75 mantras que não estão no Rigueveda), e os mantras do Yajurveda. Esses textos são derivados em grande parte do Rigueveda, mas sofreram algumas mudanças, tanto por mudanças linguísticas quanto por interpretação. Mudanças conspícuas incluem a mudança de viśva "tudo" para sarva, e o uso da raiz kuru- (ao invés do kṛno- riguevédico) na forma presente do verbo kar-  "fazer, criar". Esse período corresponde com a Idade do Ferro no noroeste da Índia (ferro é mencionado pela primeira vez no Atharvaveda), e ao reino dos Kurus, datando aproximadamente do século XII a.C..
3. Prosa Samhita (aproximadamente 1100 a.C. a 800 a.C.). Esse período marca o começo da coleção e a codificação de um cânon védico. Uma mudança lingüística importante é a perda completa do modo injuntivo e dos modos do aoristo. A parte de comentários do Yajurveda Negro (MS, KS) pertence a esse período.
4. Prosa Brahmana (aprox. 900 a.C. a 600 a.C.). Os Brahmanas dos quatro Vedas pertencem a esse período, como também os mais antigos dos Upanishads (BAU, ChU, JUB).
5. Língua de Sutra. Esse é o último estrato do sânscrito védico, conduzindo até 500 a.C., incluindo os Shrautasutras e Grhyasutras, e alguns Upanishads (KathU, MaitrU. Upanishads mais novos são pós-védicos).

Por volta de 500 a.C., fatores culturais, políticos e lingüísticos contribuíram ao fim do período védico. A codificação do ritual védico atingiu o seu ápice, e movimentos de oposição, como o Vedanta e o budismo emergiram, usando a língua Pali vernacular, um dialeto prácrito, e não sânscrito, para os seus textos. Dario I invadiu o vale do Indo e o centro político dos reinos indo-arianos mudou para o leste, à planície gangética. Por volta desse período (século V a.C.), Panini fixa a gramática do sânscrito clássico.

## Fonologia
Essa seção trata das diferenças do sânscrito védico comparado ao sânscrito clássico.
Mudanças sonoras entre o proto-indo-iraniano e o sânscrito védico incluem a perda do sibilante com voz z.
O sânscrito védico tem o bilabial fricativo surdo [ɸ], chamado de upadhmānīya, e um fricativo velar [x], chamado de jihvamuliya. Estes são ambos alofones ao visarga: upadhmaniya ocorre antes de p e ph, jihvamuliya antes de k e kh. O védico também tinha um símbolo separado ळ para o l retroflexo, um alofone intervocálico de ḍ, transliterado como ḷ ou ḷh. De forma a desambiguar o l do l retroflexo, um l vocálico é às vezes transliterado com um anel debaixo da letra, l̥; quando isso é feito, o r vocálico também é representado com um anel, r̥, para consistência (ver ISO 15919).
O sânscrito védico tinha um acento tonal. Já que um número pequeno de palavras na pronúncia védica posterior têm o chamado "svarita independente" numa vogal curta, pode-se argumentar que o védico posterior era marginalmente uma língua tonal. Note, contudo, que, nas versões metricamente restauradas do Rig Veda, quase todas as sílabas com svarita independente devem reverter a uma seqüência de duas sílabas, a primeira das quais tem um udātta e a segunda um (chamado) svarita dependente. O védico foi então definido não como uma língua tonal, mas como uma língua de acento tonal. Ver acento védico.
O acento tonal não era restrito ao védico: o gramático sânscrito Panini dá (1) regras de acento para a língua falada no seu tempo pós-védico, e (2) as diferenças do acento védico. Não temos, contudo, nenhum texto pós-védico existente com acentos.
As vogais pluti (vogais trimoraicas) estavam à beira de se tornarem fonológicas durante o védico médio, mas desapareceram de novo.

## Principais diferenças
O sânscrito védico difere do sânscrito clássico de um modo comparável à diferença entre o grego homérico e o grego clássico. Tiwari ([1955] 2005) lista as seguintes principais diferenças entre os dois:
- O sânscrito védico tinha um bilabial fricativo sem voz, (/ɸ/, chamado de upadhmānīya) e um velar fricativo sem voz (/x/, chamado de jihvāmūlīya)—que costumava ocorrer quando a aspiração visarga (अः) aparecia antes de consoantes labiais sem voz e velares, respectivamente. Ambos se perderam no sânscrito clássico, dando caminho ao simples visarga.
- O sânscrito védico tinha um aproximante lateral retroflexo (/ɭ/) (ळ), e o seu correspondente aspirado /ɭʰ/ (ळ्ह), que se perderam no sânscrito clássico, sendo substituídos pelos plosivos correspondentes: /ɖ/ (ड) e /ɖʱ/ (ढ). (Varia de acordo com a região; as pronúncias védicas ainda estão em uso comum em algumas regiões, como o sul da India, incluindo Maharashtra.)
- As pronúncias dos silábicos /ɻ̩/ (ऋ), /l̩/ (लृ) e os seus correspondentes longos não mais possuem as suas pronúncias puras, mas começaram a ser pronunciados como /ɻi/ (रि) e /li/ (ल्रि) curtos e longos. (Varia de acordo com a região; as pronúncias védicas ainda estão em uso comum em algumas regiões, como o sul da India, incluindo Maharashtra.)
- As vogais e (ए) e o (ओ) no sânscrito védico eram, na verdade, consideradas como os ditongos /ai/ e /au/, mas se tornaram os monotongos puros /eː/ e /oː/ no sânscrito clássico.
- As vogais ai (ऐ) e au (औ) no sânscrito védico eram, na realidade, consideradas como os ditongos /aːi/ (आइ) e /aːu/ (आउ), mas se tornaram os ditongos /ai/ (अइ) e /au/ (अउ) no sânscrito clássico.
- Os Prātishākhyas dizem que as consoantes dentais eram articulados da raiz do dente (dantamūlīya), mas, mais tardes, se tornaram dentais puros. Isso incluía o /r/, que, mais tarde, se tornou retroflexo.
- O sânscrito védico tinha um acento tonal que podia até mudar o significado das palavras, e ainda estava em uso no tempo de Panini, como podemos deduzir pelo seu uso de dispositivos para indicar a sua posição. Em algum tempo posterior, isso foi substituído por um acento tônico limitado à segunda e quarta sílabas a partir do final da palavra. Hoje, o acento tonal só é usado nos cantos védicos tradicionais.
- O sânscrito védico geralmente permitia que duas vogais semelhantes viessem juntas sem fusão no Sandhi.

## Gramática
O védico tinha um subjuntivo ausente na gramática de Panini, e geralmente se acredita que desapareceu até lá pelo menos em construções de frases comuns.  Todos os tempos podiam ser conjugados nos modos subjuntivo e optativo, diferente do sânscrito clássico, sem subjuntivo e com somente um optativo presente. (Contudo, as antigas formas de subjuntivo na primeira pessoa foram usadas para completar o imperativo do sânscrito clássico.) Os três passados sintéticos (imperfeito, perfeito e aoristo) ainda eram claramente distingüíveis semanticamente em (pelo menos o mais antigo) védico.  O védico possuía também um quinto modo, o injuntivo.
Radicais de i longo diferiam entre inflexão Devi e inflexão Vrkis, uma diferença perdida no sânscrito clássico.
- O modo subjuntivo do sânscrito védico também foi perdido no sânscrito clássico. Também, não existia uma regra fixa sobre o uso dos vários tempos (luṇ, laṇ e liṭ).
- Havia mais de 12 formas de formar infinitivos em sânscrito védico, das quais o sânscrito clássico só reteve uma.
- Declinações nominais e conjucação verbal também mudaram a pronúncia, embora a ortografia sido, em maior parte, mantida no sânscrito clássico. Por exemplo, Junto com a declinação do sânscrito clássico de deva como devaḥ—devau—devāḥ, o sânscrito védico permitia adicionalmente as formas devaḥ—devā—devāsaḥ. Similarmente, o sânscrito védico declinava formas como asme, tve, yuṣme, tvā, etc. para os pronomes de primeira e segunda pessoa, não encontradas no sânscrito clássico. A razão óbvia é a tentativa do sânscrito clássico de regularizar e padronizar a gramática, que simultaneamente conduziu a uma purga de formas verbais do proto-indo-europeu.
- Para enfatizar que o proto-indo-europeu e os seus filhos imediatos eram linguagens que flexionavam essencialmente anexando terminações, ambos o proto-indo-europeu e o sânscrito védico tinham morfemas-prefixo independentes. Tais prefixos (especialmente para verbos) podiam vir em qualquer lugar da frase, mas, no sânscrito clássico, tornou-se mandatório anexá-los imediatamente antes do verbo.